# Xenophrys glandulosa
Xenophrys glandulosa är en groddjursart som först beskrevs av Fei, Ye och Huang 1990.  Xenophrys glandulosa ingår i släktet Xenophrys och familjen Megophryidae. IUCN kategoriserar arten globalt som livskraftig. Inga underarter finns listade i Catalogue of Life.